# Velké Hydčice
Velké Hydčice är en ort i Tjeckien.   Den ligger i regionen Plzeň, i den sydvästra delen av landet, 100 km sydväst om huvudstaden Prag. Velké Hydčice ligger 439 meter över havet och antalet invånare är 225.
Terrängen runt Velké Hydčice är huvudsakligen platt, men söderut är den kuperad. Runt Velké Hydčice är det ganska glesbefolkat, med 28 invånare per kvadratkilometer. Närmaste större samhälle är Strakonice, 17,5 km öster om Velké Hydčice. Omgivningarna runt Velké Hydčice är en mosaik av jordbruksmark och naturlig växtlighet.